# جلال آل أحمد
جلال آل أحمد (2 ديسمبر 1923 - 9 سبتمبر 1969) كاتب ايراني بارز وناشط اجتماعي وسياسي.

## حياته الشخصية
ولد وفي قرية أورازان في جبال تاليجان، لعائلة متدينة أصلها من طهران عام 1923، والده كان رجل دين. واصل دراسته حتى حصوله على درجة الماجستير في الأدب الفارسي من جامعة طهران. تزوج عام 1950, من سيمين دانشوار، روائية معروفة على نطاق واسع.جلال وسيمين لم يكونا قادرين على الإنجاب، وهو موضوع انعكس أحيانا في أعمال جلال. توفي في أسالم، منطقة ريفية في شمال إيران، داخل كوخ بنى معظمه بيده. دفن في مسجد فيروزأبادي. كان ابن عم السيد محمود طالقاني.

## حياته السياسية
انضم جلال إلى الحزب الشيوعى الايراني عند إعادة تأسيسه بعد دخول الحلفاء إيران، وبعد سقوط رئيس الوزراء الإيراني محمد مصدق انشق جلال عن الحزب، وانقطع لفترة عن الإنتاج الأدبي، والتفت لفترة لجمع التراث الشعبي.
اشتهر آل أحمد بوضعه مصطلح غرب زاديجى - ترجم مرات عديدة للغة الإنجليزية ك المصدومون من الغرب، المسمومون بالغرب، - وذلك في كتابه المعنون وباء من الغرب ، نشر خفية في إيران عام 1952. في هذا الكتاب وضع "نقد لاذع للتقنية الغربية، وضمنيا الحضارة الغربية ذاتها". وحذر من أن انهيار الصناعات التقليدية الإيرانية مثل نسج السجاد سيكون بمثابة بداية نصر وجودى واقتصادي للغرب على الشرق." 

تقبل الخميني دعوته بحماسة بالغة ونقل عنه قوله:
ثقافة الإمبريالية المسمومة تنتشر حتى أعماق المدن والقرى في العالم الإسلامي، مزيحة ثقافة القرآن، مستخدمة شبابنا لخدمة الأجانب والمستعمرين... [الخمينى، فبراير 6, 1971]
وأصبحت رؤيته تلك جزءا من ايدلوجية الثورة الإيرانية والتي أكدت على تأميم الصناعة والاكتفاء الذاتي اقتصاديا.

## حياته الأدبية
استخدم آل أحمد العامية في كتابة النثر. وبهذا الحس، سلك مسلك روائيون تطرفوا في استخدام هذا الأسلوب ك محمد علي جمال زاده. ولما كانت معظم مواضيع كتاباته (الروايات، المقالات، الرحلات المصورة ودراساته الاثنولوجية) عادة ثقافية أو اجتماعية أو سياسية، كان استخدامه للرمز السياسى والتهكم منه سائدا في معظم كتاباته. ومما ميز كتاباته فحصه الأمين لمواضيعه، بغض النظر عن ردة الفعل من السلطة السياسية أو الدينية.
بدعوة من ريتشارد نلسون فراي، أمضى أل أحمد صيف في جامعة هارفارد، كجزء من برنامج زمالة الزوار المتميزين والذي أسسه هنري كيسنجر لدعم المثقفين الإيرانيين النابهين.(فراى، إيران العظيمة، صفحة 103)
آل أحمد شجع بكل قوة الشاعر الايراني المجدد نيما يوشيج (أبو الشعر الفارسي الحديث) ولعب دورا هاما في تقبل الجمهور لأسلوب نيما المتطور.

### روايات
- «مدير المدرسة»
- «نون والقلم»
- «قصة خلايا النحل»
- «لعن الأرض»
- «شاهد قبر»

معظم رواياته، وخاصة الأولى والثانية في القائمة أعلاه، ترجمت ل اللغة الإنجليزية.

### قصص قصيرة
- «السيتار»
- «معاناتنا»
- «طفل شخص آخر»
- «طلاء أظافر وردي»
- «حوض الزهور الصيني»
- «البوسطجي»
- «الكنز»
- «الحج»
- «خطيئة»

«مُلتاثون بالغرب» هو كتاب صغير راج ووُزّع تحت الأرض بين ستينات القرن العشرين وسبعيناته، خلال حكم الشاه محمد رضا بهلوي. وتُرجِمَ هذا العمل ونُشِرَ بالإنكليزيّة تحت عنوان «التسمّم بالغرب» (1984)، على رغم أنّ عنوانه بالفارسيّة أقرب إلى معنى «المرض بالغرب». كتب جلال آل أحمد (1923- 1969) كتاب «مُلتاثون بالغرب» في مطالع الستينات من القرن العشرين. في بداية الثورة في إيران 1979، وبعد سنوات من انتشاره الواسع عبر التوزيع السريّ، «أغرق مكتبات إيران وأكشاك بيع الكتب فيها» (يارشاتير، 1982، ص ix). ونال آل أحمد إقراراً رسميّاً من جهات متنوّعة. وفي 1979، لاحظ صادق قطب زادة، الذي صار لاحقاً وزير خارجية إيران، أنّ آل أحمد كان أحد «النماذج في النضال الذي خاضه المثقّفون ضد تأثير الغربَنَة» (اقتباس لدى شبارشمان، 1982، ص xii). ووصف السيّد علي خامنئي، الذي صار المُرشِد الأعلى للثورة الإسلاميّة في إيران في 1989، آل أحمد بأنّه «وقف على رأس أدب المقاومة» (اقتباس لدى داباشي، 1993، ص 94).

### دراسات
سافر جلال لأماكن بعيدة وفقيرة في إيران وحاول تسجيل حياتهم ومشاكلهم وثقافتهم، من هذه الدراسات:
- «أورازان»
- «ثقوب ناس مقاطعة بوئين زهر»
- «جزيرة خلج، اللؤلؤة الفريدة للخليج الفارسي»

### رحلات مصورة
- «قشة في مكة»
- «رحلة إلىروسيا»
- «رحلة إلى أوروبا»
- «أرض عزرائيل»
- «رحلة إلى أميركا»

### ترجمات
- «المقامر» ل فيودور دوستويفسكي
- «الغريب» لألبير كامو،
- «الايدى القذرة» ل جان بول سارتر،
- «العودة من الاتحاد السوفيتي.» ل اندريه جيد،
- «وحيدى القرن» ل يوجين يونسكو،

## روابط للاستزادة
- Al-i Ahmad, Jalal سيرة حياته لاراج بشيرى، جامعة مينسوتا.